# Marguerite de Brandebourg (1272-1315)
Pour les articles homonymes, voir Marguerite de Brandebourg.
Marguerite de Brandebourg (allemand : Margareta von Brandenburg - polonais : Małgorzata brandenburska), fille de Albert III de Brandebourg, reine de Pologne par son mariage avec Przemysl II, puis duchesse consort de Saxe-Lauenburg-Ratzenburg, par son mariage avec Albert III de Saxe-Lauenbourg.

## Mariages et descendance
En 1293, Marguerite épouse Przemysl II. Ils n'ont pas d'enfant.
En 1302, Marguerite épouse Albert III de Saxe-Lauenbourg. Ils ont deux enfants:
- Albert (Albrecht) (?–1344), marié à Sophie de Ziegenhain
- Éric (?–1338)